# Обмотка

Сложение магнитных полей отдельных витков в цилиндрической обмотке (катушке). Изображён разрез по оси катушки, кресты в сечении проводников обозначают ток уходящий от зрителя в плоскость сечения, точки — наоборот, ток, выходящий из плоскости по направлению к зрителю

Обмо́тка — в электротехнике совокупность витков провода, образующих электрическую цепь, в которой суммируются электродвижущие силы, наведённые в витках.
Простейшей обмоткой является катушка — группа последовательно соединенных витков, намотанных один рядом с другим. Сложные обмотки состоят из многих секций, размещённых либо в отдельных отсеках-пазах, разделенных пазовой изоляцией, либо, в многослойных катушках, в пределах одного паза, в виде отдельных слоёв, разделённых изоляцией.
Обмотки применяются в:
- катушках индуктивности, которые обычно имеют всего одну обмотку;

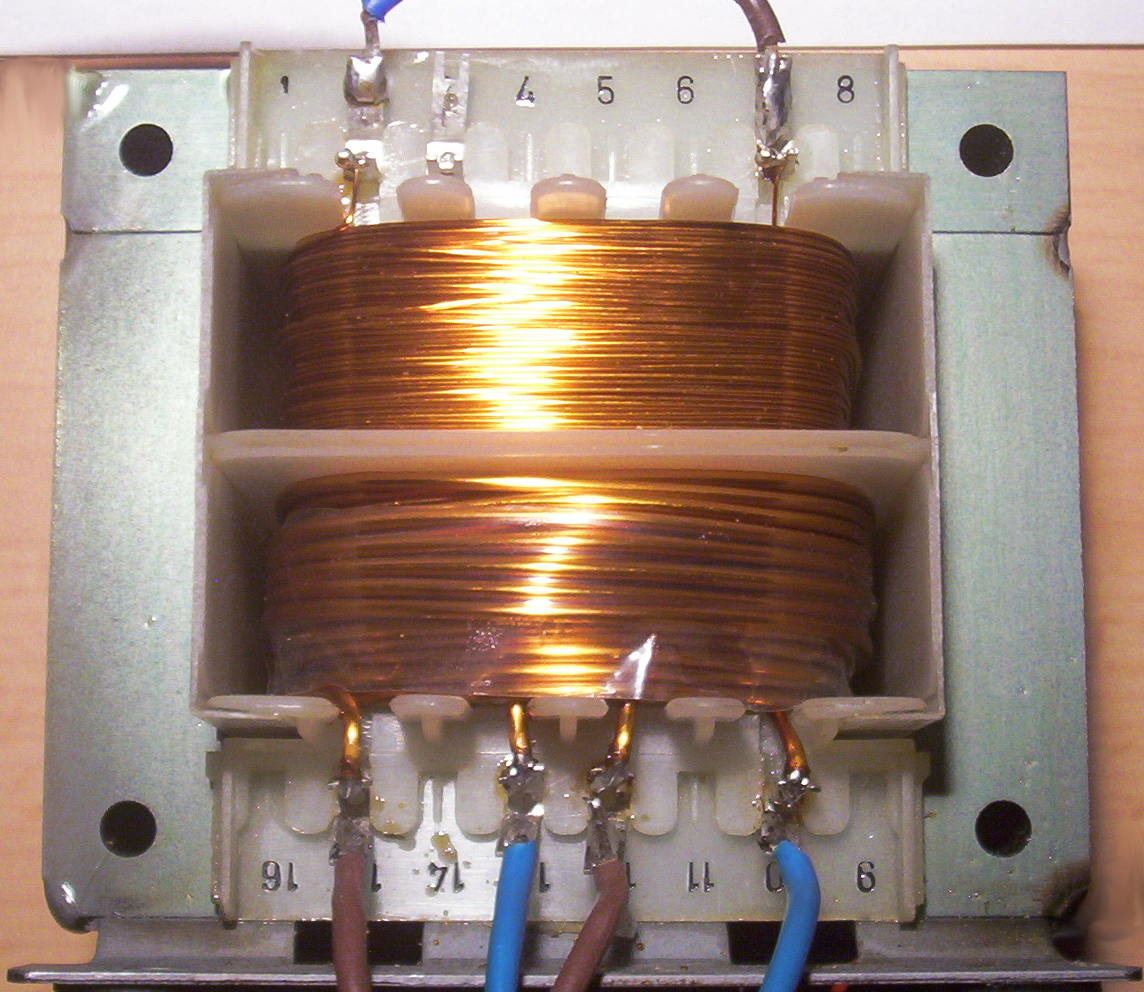
Обмотка в трансформаторе. Пазовый изолятор (расположен горизонтально в центре) разделяет два паза с первичной и вторичной обмотками

- трансформаторах[1], где разделяются на основные (первичные, к которым подводится электроэнергия, и вторичные, от которых она отводится) и вспомогательные, получаемая или отдаваемая мощность которых незначительна (например, применяемые для компенсации третьей гармоники);
- электромоторах и электрогенераторах, где применяются многочисленные их виды:
  - трёхфазные для машин переменного тока (используются в роторах синхронных двигателей, а также статорах синхронных и асинхронных машин);
  - однофазные для статоров асинхронных двигателей с короткозамкнутым ротором;
  - для якорей коллекторных машин;
  - короткозамкнутые для роторов асинхронных электродвигателей;
  - обмотки возбуждения;
- электромагнитах;
- передатчиках (формирователи, излучатели) и приёмниках электромагнитного поля (излучения):
  - отклоняющая система ЭЛТ;
  - индукционный нагреватель:
    - индукционная печь;
    - индукционная плита;

  - магнитная антенна;
  - беспроводные зарядные устройства;
  - низкочастотные радиометки (RFID);
  - металлоискатели.

## Диаграммирование обмоток
В случае электрических машин обмотки имеют сложное устройство (кроме простых обмоток возбуждения и короткозамкнутых обмоток для роторов асинхронных двигателей) и расположены на поверхностях вращения. Поэтому для их схематической записи используются специализированные диаграммы:

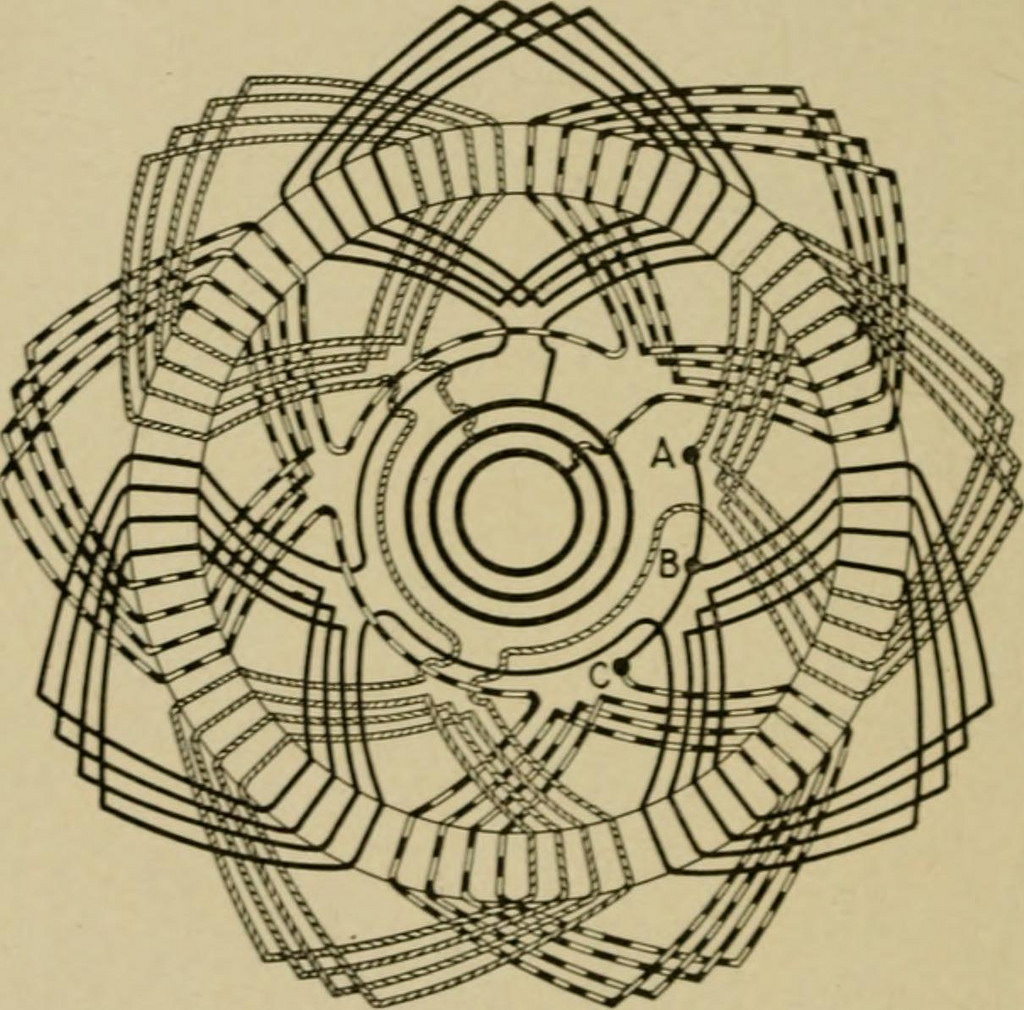
Пример торцевой диаграммы

- «торцевая» схема, при которой обмотка проецируется на плоскость, перпендикулярную оси вращения (обычно со стороны коллектора), проводники при этом изображаются кружочками с номером витка, а соединения, расположенные с дальней стороны и потому невидимые, условно выносятся наружу за пределы обмотки или обозначаются прерывистыми линиями;

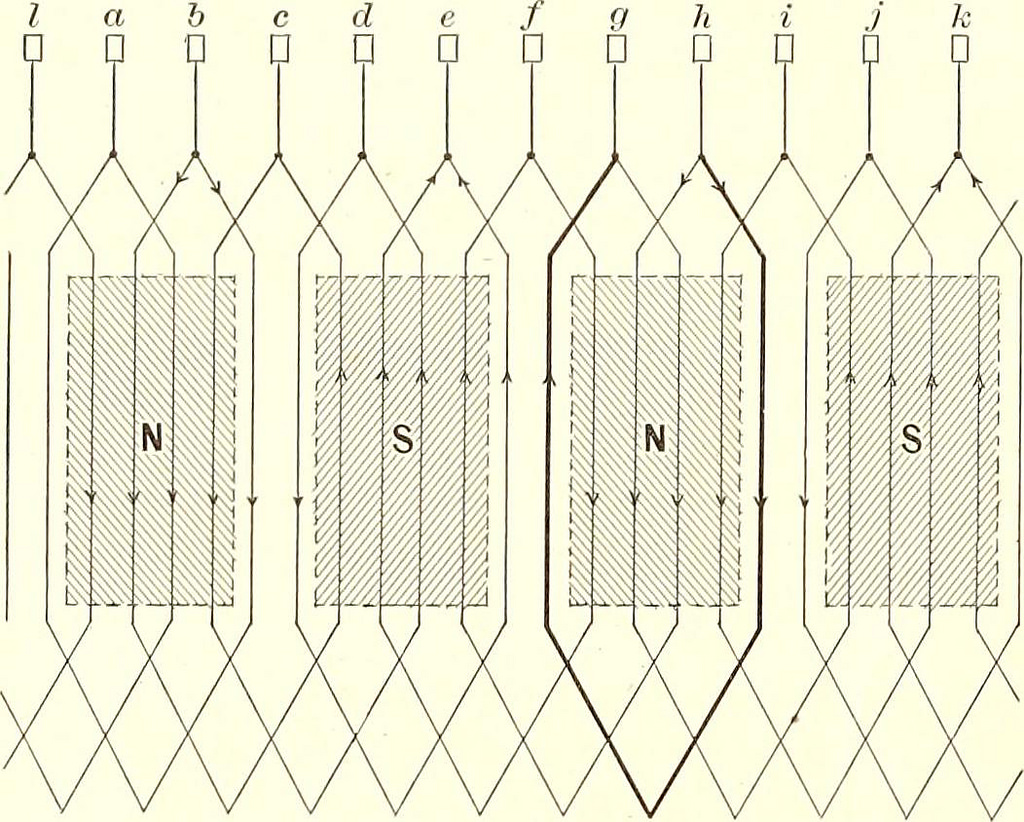
Пример развёрнутой диаграммы

- «развёрнутая», при которой цилиндр поверхности вращения разворачивается в плоскость вместе с витками и отводами.